# Bund Deutscher Kaninchenzüchter
Der Bund Deutscher Kaninchenzüchter e.V. (BDK) ist die älteste Dachorganisation für Kaninchenzüchter in Deutschland. Die Erstgründung erfolgte 1892 in Leipzig. Der BDK wurde 1933 durch Zusammenschluss aufgelöst und nach dem Ende des Zweiten Weltkriegs 1947 in Hannover wiedergegründet.
Neben dem BDK existiert noch der deutlich größere Zentralverband Deutscher Rasse-Kaninchenzüchter, der in den Jahren nach Ende des Zweiten Weltkrieges gegründet wurde.

## Geschichte

### Gründung und frühe Entwicklung (1892–1912)
Im Jahr 1880 wurde der „Allgemeine Chemnitzer Kaninchenzuchtverein“ als erster ausschließlich auf die Zucht von Kaninchen beschränkter Verein unter der Leitung von Julius Lohr gegründet. Vereinsrechtlich organisierte Kaninchenzucht hatte es zuvor lediglich in gemischten Vereinen (Geflügel- und Kaninchenzucht) gegeben.
In der Folge wurden immer mehr Kaninchenzuchtvereine gegründet, so dass der Bedarf für eine übergreifende Koordination stetig wuchs. Deshalb wurde am 27./28. Dezember 1892 in Leipzig unter der Leitung des Versammlungsleiters Werner Meyer (Gera) der „Bund Deutscher Kaninchenzüchter“ gegründet.
Innerhalb der ersten zehn Jahre nach Gründung des BDK hatten sich bereits 110 Vereine in 12 Gruppen organisiert. Die vom BDK repräsentierte Zahl von Vereinsmitgliedern betrug im Jahre 1902 bereits 2.700.

### Uneinigkeiten und Spaltung (1912–1933)
Unter anderem aufgrund der Uneinigkeit der im BDK organisierten Züchter kam es 1912 zu einer vollständigen Neubildung des BDK, wobei der zu dieser Zeit neu gebildete „Preußische Landesverband“ die übrigen Bestandteile des BDK in sich aufnahm. Durch erneute Uneinigkeiten spaltete sich 1924 ein Teil der Mitglieder des BDK als eigenständige Dachorganisation „Reichsbund Deutscher Kaninchenzüchter“ (RDK) ab. In der Folge bemühen sich sowohl der BDK als auch der RDK um Beitritte der bestehenden deutschen Kaninchenzuchtvereine.

### Gleichschaltung (1933–1945)
Die Machtergreifung durch die Nationalsozialistische Deutsche Arbeiter Partei am 30. Januar 1933 wirkte sich in der Folge nachhaltig auch auf die Dachverbände und Kaninchenzuchtvereine aus. So wurde während des Reichstreffens der Deutschen Kaninchenzüchter, das vom 17. bis zum 19. Juni 1933 in Gera stattfand, die Gründung des neuen zentralen Dachverbandes Reichsverband Deutscher Kaninchenzüchter mit Sitz in Gera bekannt gegeben. Der neue Dachverband entstand durch den formalen Zusammenschluss des BDK mit dem zuvor konkurrierenden RDK.

### Wiedergründung, Neuaufbau und weitere Entwicklung (seit 1947)
Am 27. Januar 1947 wurde der Wiederaufbau des BDK unter der Leitung der Herren Kuhlmann und Andersen (beide Hannover) durch die entsprechende Eintragung des Vereins beim Amtsgericht Hannover begonnen. Aufgrund der Erstgründung des konkurrierenden Zentralverbands Deutscher Rasse-Kaninchenzüchter konnte der BDK bis heute jedoch nicht wieder an Größe und Mitgliederzahl früherer Zeiten anknüpfen. Ende 2011 erreichte die Anzahl im BDK organisierter Zuchtvereine erstmals wieder die Grenze von zehn Vereinen.

## Vereine und Gruppierungen im BDK

### 2D1 Hamburg
Gezüchtete Rassen:
- Belgische Bartkaninchen
- Fuchskaninchen
- Löwenkopfwidder
- Löwenkopfzwerge
- Teddywidder
- Teddyzwerge[2]

### 5D1 Langenhagen
Gezüchtete Rassen:
- Blaue Wiener
- Deutsche Widder
- Groß Chin
- Kleinwidder grau
- Meissner Widder
- Schwarz Loh[2]

### 5D4 Badenstedt
Gezüchtete Rassen:
- Blaue Wiener
- Castorrex
- Deutsche Kleinwidder grau, grau-weiß
- Gelb-Rex
- Holländer JPw
- Loh schwarz

Neuzüchtungen:
- Kleinrex weiß RA, gelb, japanerfarbig rein[2]

### 5D15 Ronnenberg
Gezüchtete Rassen:
- Blaue Wiener
- Deilenaar
- Havanna
- Helle Großsilber
- Klein Widder grau[2]

### 9D1 Erhaltungszuchtverein Belgisches Bartkaninchen
Gezüchtete Rassen:
- Belgische Bartkaninchen

### 9D2 „Kleine Freunde“ Niederrhein
Gezüchtete Rassen:
- Löwenkopfzwerge
- Löwenkopfwidder
- Rexzwergwidder
- Satinzwergwidder
- Teddywidder
- Teddyzwerge
- Zwergfuchs[2]